# دهستان اشکنان
دهستان اشکنان نام دهستانی در بخش اشکنان شهرستان لامرد، استان فارس در ایران است. براساس سرشماری مرکز آمار ایران در سال ۱۳۸۵، جمعیت آن ۳۸۱۳ نفر (۸۲۹ خانوار) بوده‌است.